# 伊顿
伊顿（Eton 發音： /iːtən/）是英格兰伯克郡的一个市镇，隔泰晤士河与温莎相对，两镇由温莎桥相通。包括西面的Eton Wick村，伊顿人口为4,980人。1974年，伊顿由白金汉郡划归伯克郡。自1998年起属于溫莎-梅登黑德單一管理區的一部分。

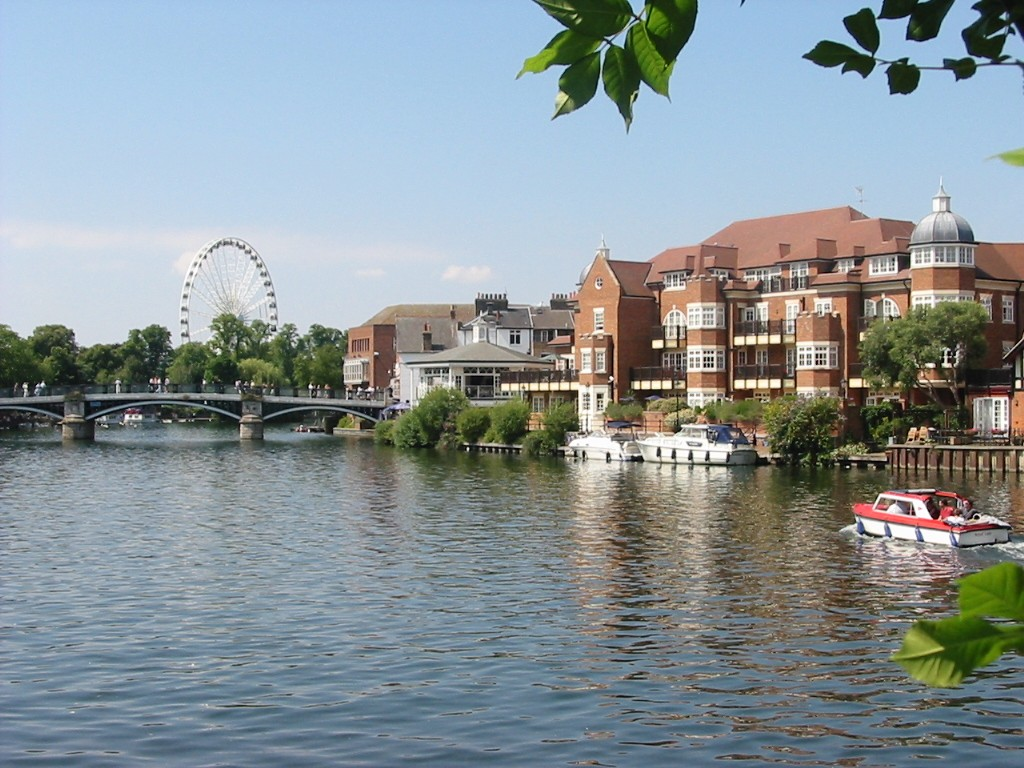
从温莎看伊顿

伊顿是著名的公学伊顿公学的所在地。